# Keyshia Cole
Keyshia Miesha Cole-Gibson (Oakland, 15 de outubro de 1981) é uma cantora, compositora e produtora musical de R&B estadunidense. Apelidada pelos críticos de "Princesa do Hip-Hop Soul", ela lançou seu álbum de estreia, The Way It Is, em 2005, apoiado pelo single "Love", que atingiu o top 20 da Billboard Hot 100; O álbum estreou na sexta posição na Billboard 200, e mais tarde, recebeu uma certificação de platina da RIAA. Em 2006, Cole lançou o single "(When You Gonna) Give It Up to Me" com Sean Paul, para a trilha sonora do filme Step Up (2006), e alcançou o 3º lugar na Billboard Hot 100; Em 2007, ela foi destaque no single "Last Night" de Diddy, um sucesso mundial que alcançou o top 10 na Billboard Hot 100.
O segundo e terceiro álbuns de Cole, Just like You (2007) e A Different Me (2008), ambos alcançaram a segunda posição na Billboard 200 e receberam certificações de platina pela RIAA; O primeiro gerou os singles " Let It Go" (com Missy Elliott e Lil' Kim), "I Remember" e "Heaven Sent" — todos alcançaram o topo da parada Hot R&B/Hip-Hop Songs — e ela recebeu quatro indicações ao Grammy Awards. Seu quarto álbum, Calling All Hearts (2010), gerou os singles "I Ain't Thru " (com Nicki Minaj) e "Take Me Away", enquanto seu quinto, Woman to Woman (2012), gerou o single "Enough of No Love" (com Lil Wayne), que chegou no top 10 da Hot R&B/Hip-Hop Songs. Trocas de gravadora resultaram no lançamento de Point of No Return (2014) pela Interscope e de 11:11 Reset (2017) pela Epic.
Cole também estrelou seu próprio reality show no canal BET, Keyshia Cole: The Way It Is, no qual ela documentou sua carreira, família e vida pessoal; O programa durou três temporadas e se tornou um dos programas mais assistidos da rede. Em 2012, ela estrelou seu segundo reality show, Keyshia & Daniel: Family First, ao lado de seu então marido, Daniel Gibson. De 2019 a 2020, Cole apresentou o talk show One on One with Keyshia Cole, transmitido pela Fox Soul. Em 2023, estreou no canal Lifetime seu filme autobiográfico Keyshia Cole: This Is My Story.

## Biografia
Keyshia Myeshia Johnson nasceu em Oakland, Califórnia, em 15 de outubro de 1981. Ela é filha biológica de Francine "Frankie" Lons (1960–2021), que lutou contra o vício em álcool e crack, e do treinador de boxe Virgil Hunter, que era totalmente ausente. O vício de sua mãe, combinada com a ausência de seu pai biológico, a levou ser adotada aos dois anos de idade pelos amigos da família Leon e Yvonne Cole, posteriormente mudando seu sobrenome para Cole. Cole tem irmãos biológicos e adotivos; incluindo seus irmãos Sean e Sam, sua irmã mais nova Elite Noel e sua irmã mais velha Neffeteria "Neffe" Pugh.
Quando Cole tinha 12 anos, se tornou vocal de apoio do rapper MC Hammer. Aos 17 anos, ela deixou seu lar adotivo para morar com seu então namorado, depois que sua mãe adotiva rejeitou suas ambições artísticas. Pouco tempo depois, Cole acabou o namoro e se mudou de Oakland para Los Angeles, onde conseguiu um emprego diurno e se mudou para um apartamento de propriedade de seu tio. Ela continuou servindo como vocal de apoio para alguns artistas e fez parte de um grupo feminino de curta duração chamado "Grip", onde conheceu o produtor Damon Elliott, que prometeu ajudar em sua carreira solo. Em 2002, Cole foi apresentada ao executivo da A&M Records, Ron Fair, que a contratou para a gravadora após ouvir uma demo inacabada. O primeiro lançamento oficial de Cole foi o single "Never", com a rapper Eve, feita para a trilha sonora do filme Barbershop 2: Back in Business (2004). Em antecipação ao seu álbum de estreia, foi lançada a mixtape, Team Invasion Presents Keyshia Cole, em fevereiro de 2005.

## Vida Pessoal
Cole começou a namorar o jogador da NBA Daniel Gibson em maio de 2009, anunciando seu noivado e sua gravidez em janeiro de 2010.  Em 2 de março de 2010, ela deu à luz seu filho, Daniel Hiram Jr. O casal se casou em uma cerimônia em Las Vegas, em 21 de maio de 2011. Todo o fim de semana do casamento foi filmado e exibido no Keyshia and Daniel: Family First. Em março de 2014, Cole confirmou que ela e Gibson estavam separados. Em abril de 2017, Cole anunciou que eles haviam entrado com o pedido de divórcio,  que foi finalizado em 3 de setembro de 2020.
Em 3 de maio de 2019, Cole anunciou que estava esperando seu segundo filho, com seu então namorado Niko Khale; Ela deu à luz seu segundo filho, Tobias Khale, em 1º de agosto de 2019.  Em outubro de 2020, Khale confirmou que ele e Cole haviam se separado.
Cole se envolveu romanticamente com o rapper e executivo de gravadora Birdman, em 2014.  Em 19 de setembro de 2014, Cole foi presa após agredir uma mulher no condomínio de Birdman em Los Angeles. A mulher, Sabrina Mercadel, processou Cole em US$ 4 milhões, alegando que Cole jogou objetos nela, deu um soco em seu rosto, puxou seu cabelo e a cortou com as unhas. Em 28 de dezembro de 2017, o processo foi finalizado depois que Cole não compareceu ao tribunal, resultando em sua condenação a pagar US$ 100.000 para Mercadel.
Sua mãe biológica, Lons, morreu em 18 de julho de 2021, de overdose de drogas. Em 14 de novembro de 2021, Cole anunciou que seu pai adotivo, Leon Cole Jr., morreu de complicações da COVID-19.
Em janeiro de 2025, a residência de Cole em Los Angeles foi destruída durante o incêndio de Palisades; Seus pertences foram totalmente perdidos.

## Discografia

### Álbuns
| Ano  | Álbum                                                                          | Melhores posições | Melhores posições | Vendas        | Certificações |
| Ano  | Álbum                                                                          | EUA               | EUA R&B           | Vendas        | Certificações |
| ---- | ------------------------------------------------------------------------------ | ----------------- | ----------------- | ------------- | ------------- |
| 2005 | The Way It Is - Álbum de estreia - Lançado: 21 de junho de 2005                | 6                 | 2                 | - : 1.600.000 | - : Platina   |
| 2007 | Just Like You - Segundo álbum de estúdio - Lançado: 25 de setembro de 2007     | 2                 | 1                 | - : 1.700.000 | - : Platina   |
| 2008 | A Different Me - Terceiro álbum de estúdio - Lançado: 16 de dezembro de 2008   | 2                 | 1                 | - : 1.000.000 | - : Platina   |
| 2010 | Calling All Hearts - Quarto álbum de estúdio - Lançado: 21 de dezembro de 2010 | 9                 | 5                 | - : 450.000   |               |
| 2012 | Woman to Woman - Quinto álbum de estúdio - Lançado: 19 de novembro de 2012     | 10                | 2                 | - : 329.000   |               |
| 2014 | Point of No Return - Sexto álbum de estúdio - Lançado: 7 de outubro de 2014    | 9                 | 1                 | - : 150.000   |               |
| 2017 | 11:11 Reset - Sétimo álbum de estúdio - Lançado: 20 de outubro de 2017         | 37                | 20                | - : 74.000    |               |

### Singles
| Ano  | Single                                              | Melhores posições nas tabelas | Melhores posições nas tabelas | Melhores posições nas tabelas | Melhores posições nas tabelas | Melhores posições nas tabelas | Certificações                              | Álbum              |
| Ano  | Single                                              | EUA Hot 100                   | EUA R&B/ Hip-Hop              | EUA Adult R&B                 | CAN                           | UK                            | Certificações                              | Álbum              |
| ---- | --------------------------------------------------- | ----------------------------- | ----------------------------- | ----------------------------- | ----------------------------- | ----------------------------- | ------------------------------------------ | ------------------ |
| 2004 | "Never" (com Eve)                                   | —                             | 71                            | —                             | —                             | —                             |                                            | The Way It Is      |
| 2004 | "I Changed My Mind"                                 | 71                            | 23                            | —                             | —                             | 48                            |                                            | The Way It Is      |
| 2005 | "(I Just Want It) To Be Over"                       | —                             | 30                            | —                             | —                             | —                             |                                            | The Way It Is      |
| 2005 | "I Should Have Cheated"                             | 30                            | 4                             | 26                            | —                             | 48                            |                                            | The Way It Is      |
| 2006 | "Love"                                              | 19                            | 3                             | 15                            | —                             | —                             | - RIAA: Platina - BPI: Ouro                | The Way It Is      |
| 2006 | "(When You Gonna) Give It Up to Me" (com Sean Paul) | 3                             | 5                             | —                             | 3                             | 31                            | - RIAA: Platina - BPI: Prata - MC: Platina | Just like You      |
| 2007 | "Let It Go" (com Missy Elliott and Lil' Kim)        | 7                             | 1                             | 27                            | 39                            | —                             | - RIAA: Platina - BPI: Prata               | Just like You      |
| 2007 | "Shoulda Let You Go" (com Amina)                    | 41                            | 6                             | 30                            | —                             | —                             |                                            | Just like You      |
| 2007 | "I Remember"                                        | 24                            | 1                             | 1                             | —                             | —                             |                                            | Just like You      |
| 2007 | "Last Night" (com Diddy)                            | 10                            | 7                             | —                             | 23                            | 14                            | - BPI: Prata                               | Press Play         |
| 2008 | "Heaven Sent"                                       | 28                            | 1                             | 1                             | —                             | —                             |                                            | Just like You      |
| 2008 | "Just Stand Up!" (com vários artistas)              | 11                            | 57                            | —                             | —                             | 26                            | - RIAA: 2× Platina                         | Sem álbum          |
| 2008 | "Playa Cardz Right(" com 2Pac)                      | 63                            | 9                             | 11                            | —                             | —                             |                                            | A Different Me     |
| 2009 | "You Complete Me"                                   | 62                            | 7                             | 18                            | —                             | —                             |                                            | A Different Me     |
| 2009 | "Trust" (com Monica)                                | 70                            | 5                             | 19                            | —                             | —                             |                                            | A Different Me     |
| 2010 | "I Ain't Thru" (com Nicki Minaj)                    | —                             | 54                            | —                             | —                             | —                             |                                            | Calling All Hearts |
| 2011 | "Take Me Away"                                      | —                             | 27                            | —                             | —                             | —                             |                                            | Calling All Hearts |
| 2012 | "Enough of No Love" (com Lil Wayne)                 | 84                            | 7                             | 32                            | —                             | —                             |                                            | Woman to Woman     |
| 2012 | "Trust and Believe"                                 | —                             | 32                            | 12                            | —                             | —                             |                                            | Woman to Woman     |
| 2013 | "I Choose You"                                      | —                             | —                             | 18                            | —                             | —                             |                                            | Woman to Woman     |
| 2014 | "Next Time (Won't Give My Heart Away)"              | —                             | —                             | —                             | —                             | —                             |                                            | Point of No Return |
| 2014 | "Rick James" (com Juicy J)                          | —                             | —                             | —                             | —                             | —                             |                                            | Point of No Return |
| 2014 | "She"                                               | —                             | —                             | —                             | —                             | —                             |                                            | Point of No Return |
| 2017 | "You" (com Remy Ma and French Montana)              | —                             | —                             | —                             | —                             | —                             |                                            | 11:11 Reset        |
| 2017 | "Incapable"                                         | —                             | 50                            | 19                            | —                             | —                             |                                            | 11:11 Reset        |
| 2021 | "I Don't Wanna Be in Love"                          | —                             | 43                            | 11                            | —                             | —                             |                                            | Sem álbum          |
| 2023 | "Forever Is a Thing"                                | —                             | —                             | —                             | —                             | —                             |                                            | Sem álbum          |